# Зое Гудовић
Зое Гудовић (Београд, 1977) српска је уметница, феминисткиња, продуценткиња и перформерка.

## Биографија
Мастер диплому из уметности и менаџмента у култури стекла је на Факултету лепих уметности у Београду.
Од 1995. године је укључена у рад и истраживање неформалних и ангажованих позоришних форми. У својој пракси спаја уметност и активизам у циљу промене постојеће свести и друштвених односа. Чланица је феминистичке групе „Жене на делу” од 1998. године. Суоснивачица је женског панк бенда „Чарминг принцес” насталог 2001. године и „ACT Women” феминистичке позоришне групе основане 2003. године, и активистичке групе „Квир Београд”. Уређује и води радио емисију „Женергија” која је своје прво емитовање имала на СКЦ радију.
Једна је од организаторки манифестације „Лезбејско пролеће” и првог лезбејског марша у Београду одржаног 19. априла 2015. године. Покренула је и женски бубњарски клуб за 8. март.
Од 9. до 15. марта 2020. године организовала је изложбу под називом „Загрљај за ЗЗ” којом је успоставила паралелу између вишедеценијског бављења активизмом и перформансом. Изложба је указала на дуалност између Зое, као боркиње за женска и лезбејска права, и Зед Зелдић Зеда, персоне коју је осмислила 2003. године и првог дрег краља у Србији.
Новембра 2020. године представила је инсталацију „Џубокс” у јавном тоалету, која је осмишљена као неуобичајени амбијент за дружење и релаксацију, али и као простор који указује на неке од актуелних проблема савременог друштва, истичући уједно снагу љубави.
Добитница је Награде Јелена Шантић за спој уметности и активизма и Бефемове награде „Feminist Achievement” за промоцију феминизма изван феминистичког покрета.